# حرس الرئاسة الإماراتي
الحرس الرئاسي لدولة الإمارات العربية المتحدة هي وحدة العمليات الخاصة العسكرية النخبة التابعة للقوات المسلحة لدولة الإمارات العربية المتحدة. وهي وحدة عسكرية تعمل خارج الإطار التقليدي للقوات المسلحة التقليدية. ويُقدر عدد أفرادها بنحو 12.000 فرد، ويعتبرون وحدة قتالية رائدة في الشرق الأوسط والعالم العربي. ومن واجباتها، حماية الرئيس.

## تاريخ
تشكل حرس الرئاسة في عام 2011 من خلال دمج الحرس الأميري وقيادة العمليات الخاصة والكتيبة البحرية من البحرية الإماراتية.

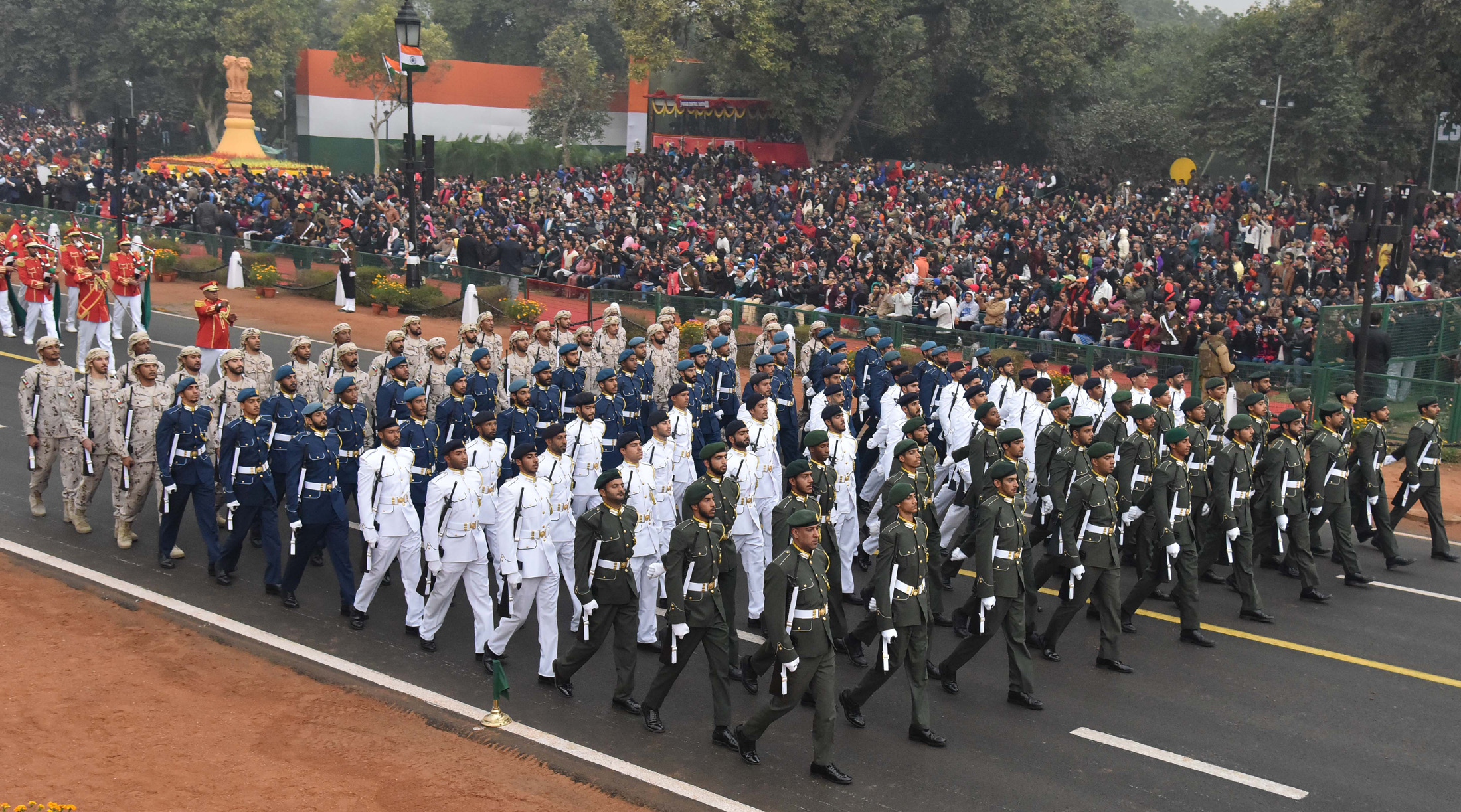
فرقة الحرس الرئاسي (الصفوف الثلاثة الأخيرة) تسير على راجباث خلال موكب يوم جمهورية دلهي في عام 2017.

في المجتمع القبلي التقليدي، يحظى الشيخ الأعلى بالحماية من قبل أتباعه المسلحين. ويأتي هؤلاء الخدم من القبائل التي أظهرت ولاء طويل الأمد للحاكم. ومع تشكيل قوات مسلحة محترفة، أصبح هؤلاء المسلحون هم الحرس الأميري. وفي عام 2011، دمجت قيادة الحرس الأميري للقوات المسلحة الإماراتية في قيادة الحرس الرئاسي الجديدة. العديد من الضباط الأجانب، بما في ذلك اللواء مايك هندمارش من الجيش الأسترالي، خدموا و/أو يخدمون في الحرس. وفي حالة هندمارش، فهو بمثابة قائد الحرس. في أكتوبر 2011، وافقت وزارة الخارجية الأمريكية على تقديم الدعم التدريبي من قبل قوات مشاة البحرية الأمريكية للحارس ضمن بعثة تدريب مشاة البحرية في الإمارات العربية المتحدة. وفي نفس الوقت، عينت مشاة البحرية الأمريكية رسميًا الحرس الرئاسي كنظير لمشاة البحرية.
في يناير 2017، سارت قوة من الحرس الرئاسي المؤلفة من 149 عضواً، بالإضافة إلى فرقة من 35 عضواً بحضور الشيخ محمد بن زايد ال نهيان والرئيس براناب مخرجي على الطريق الرئيسي خلال عرض عيد الجمهورية في دلهي عام 2017. في عام 2019، افتتحت شرطة الإمارات العربية المتحدة حديقة الشهيد المخصصة لأفراد شرطة الإمارات العربية المتحدة الذين قتلوا أثناء أداء واجبهم.

## عمليات النشر

### أفغانستان
شاركت الحرس الرئاسي في الحرب في أفغانستان لدعم جهود التحالف ضد طالبان. وكان دورهم نشطًا في الغالب في توصيل المساعدات الإنسانية بالإضافة إلى دعم تطوير البنية التحتية الأساسية للمجتمع في أفغانستان.

### الحرب الأهلية اليمنية 2015
لعب الحرس الرئاسي دورًا في الحرب الأهلية اليمنية لدعم حكومة الرئيس عبد ربه منصور هادي.

### المقر
يقع مقر الحراس في مدينة أبو ظبي، عاصمة دولة الإمارات العربية المتحدة. ويبلغ طوله حوالي 31000 متر مربع.